# Akysis vespertinus
Akysis vespertinus är en fiskart som beskrevs av Ng 2008. Akysis vespertinus ingår i släktet Akysis och familjen Akysidae. IUCN kategoriserar arten globalt som otillräckligt studerad. Inga underarter finns listade i Catalogue of Life.